# Георги Тодоров (актьор)
Вижте пояснителната страница за други личности с името Георги Тодоров.
Георги Николов Тодоров е български озвучаващ актьор.

## Ранен живот
Роден е на 12 април 1964 г. в Ардино, България. През 1989 г. завършва актьорско майсторство за драматичен театър във ВИТИЗ „Кръстьо Сарафов“ в класа на професор Крикор Азарян.

## Кариера на озвучаващ актьор
Тодоров се занимава активно с озвучаване на филми и сериали от 90-те години.
По-известни заглавия са „Чернокрилият паток“, „Отбор Гуфи“, „Новите приключения на Мечо Пух“, „Покемон“, „Адвокатите от Бостън“, „Ким Суперплюс“, „Лило и Стич: Сериалът“, „Домът на Фостър за въображаеми приятели“, „Бен 10“, „Скуби-Ду! Мистерия ООД“, „Смешно отделение“, „Планетянчетата“, „Кунг-фу пилета“, „В групата съм“, „Клуб Маус“, „Костенурките нинджа“, „На по-добро място“, „Несломимата Кими Шмид“ и други.
През 2014 г. Тодоров играе министър-председателя в българския анимационен филм „Вълшебният сладкиш на Леля Брелка“, където си партнира с ветеран озвучаващите актьори Симона Нанова, Александър Воронов и Цветан Ватев. Участва в дублажите на БНТ, Александра Аудио, Студио Доли, Мависта Студио, Ретел Аудио-Видео, Андарта Студио, студио Медиа Линк, Про Филмс, VMS и Саунд Сити Студио.

## Филмография
- „В името на народа“ (1984) – 8 серии – Марин
- „Цветове на изгрева“ (3-сер. тв, 1987)
- „Хайка за вълци“ (2000), 6 серии – богаташът Петър Пашов / ваксаджия
- „Тя и той“ (2005) – Добри
- „Магна Аура — изгубеният град“ (2008) – Гласът на Мортон на български
- „Под прикритие“ (2012) – Охранител на печатница
- „Столичани в повече“ (2012) – Старшината от казармата (некредитиран)
- „Шменти капели: Легендата“ (2013 – 2014) – (15 серии) – Стамат
- „Христо“ (2016) – Работник в склад
- Денят на бащата (2019), 6 серии – полицай 1